# 朱芾煌 (明朝)
朱芾煌（16世紀—17世紀），字阿衷，號玉瑠，南直隸廬州府無為州籍，湖广五開衛（驻今黎平古城）人，明朝、南明政治人物。

## 生平
朱芾煌是天啓四年（1624年）甲子科應天鄉試舉人，崇禎七年（1634年）成進士，刑部觀政，本年八月獲授餘姚知縣，十年考察调簡，补任山東樂安，十一年升任戶部四川司主事，次年在九江鈔關徵稅，十三年考察。很快因京察之事貶為順天儒學教授，十五年再陞任國子博士、兵部車駕主事。
南明年間和吳國琦、劉若宜、徐天麟、姜一學、周祚新、張印中、吳亮明、潘自得、王健、賀燕徵、黃衷赤、張大賡、張延祚、姚孫棐、金邦柱、黃泰來、黃鍾斗、李長似、張拱端、徐肇森、荊廷實、許士健、劉星耀、陳璧、董念陛在兵部任職，出任武選郎中，有政績名聲，致仕後生平不詳。

## 家族
曾祖朱瑤，鄉賓。祖朱謔，吏員、散官。父朱一麃，鄉賓。

## 引用
1. ↑  《崇祯七年甲戌科进士三代履历便览》：朱芾煌 曾祖瑶，乡宾。祖谑。吏员、散官。父一麃，乡宾。玉瑠，诗一房，己亥年八月二十四日生，无为州籍，湖广五开卫人，甲子乡试，会二百八十九名，三甲八十一名，刑部观政，八月授浙江餘姚知县，丁丑考察调简，补乐安县，戊寅升户部四川司主事，己卯管九江钞关，庚辰考察，辛巳補順天儒學教授，壬午升國子監博士，升车驾司主事。
2. 1 2  錢海岳《南明史·卷三十一·列傳第七》：芾煌，字玉瑠，無為人。崇禎七年進士。歷餘姚、樂安知縣、戶部主事。
3. ↑  《南國賢書》作朱芾皇。
4. ↑  嘉慶《無為州志·卷十五·選舉志》：朱芾煌 天啟四年甲子科（舉人） 崇正甲戌進士
5. ↑  錢海岳《南明史·卷三十一·列傳第七》：（弘光）時兵部先後司官之可紀者，為朱芾煌、吳國琦、劉若宜、徐天麟、姜一學、周祚新、張印中、吳亮明、潘自得、王健、賀燕徵、黃衷赤、張大賡、張延祚、姚孫棐、金邦柱、黃泰來、黃鍾斗、李長似、張拱端、徐肇森、荊廷實、許士健、劉星耀、陳璧、董念陛云。……謫順天教諭，累陞國子博士、車駕主事、武選郎中致仕。
6. ↑  嘉慶《無為州志·卷十八·人物志一》：朱芾煌，字阿衷，號玉瑠。少有異質，工詩歌古文。天啟甲子舉於鄉，崇正甲戌成進士。筮仕餘姚縣令，再知山東樂安縣。陞戶部主事，榷關九江。尋陞兵部車駕司主事，轉武選司郎中，並以績著聞。